# طائفة طليطلة
طائفة طليطلة هي إحدى ممالك الطوائف التي تكونت بعد انهيار الدولة الأموية في الأندلس بعد أحداث الفتنة التي ضربت الأندلس بين عامي 400 هـ-422 هـ. ظلت الطائفة قائمة حتى سقطت على يد جيش ألفونسو السادس ملك قشتالة في عام 478 هـ/1085 م.

## تاريخ الطائفة
في عصر الدولة الأموية في الأندلس، كانت طليطلة قاعدة لولاية الثغر الأوسط إحدى الولايات الحدودية للدولة مع الممالك المسيحية في الشمال. بعد سقوط الدولة، أصبحت طليطلة قاعدة لدويلة جديدة تكونت بعد أحداث فتنة الأندلس، وضمت أجزاء واسعة من مقاطعات طليطلة ومدريد ووادي الحجارة وثيوداد ريال الحالية في إسبانيا. اجتمع أهل طليطلة في البداية على تولية القاضي أبي بكر يعيش بن محمد بن يعيش الأسدي أمر المدينة، ثم اختلفوا فيما بينهم، فعزلوه بعد فترة. سادت فترة من الاضطراب بعد عزل ابن يعيش، شهدت تنافس على الحكم حتى عام 427 هـ حيث قرر أهل طليطلة دعوة إسماعيل بن ذي النون حاكم شنت برية لتولي حكم طليطلة، ويحكم دويلة حدها الشمالي لطائفة طليطلة هو نهر التاجة، وتشمل العديد من المدن مثل طلبيرة وماكيدا ومجريط وطلمنكة قلعة عبد السلام ووادي الحجارة وأنتيسة ومدينة سالم وشنت برية وقونقة ووبذة وأقليش ومورة [الإنجليزية] وترجالة وقورية وغيرها.

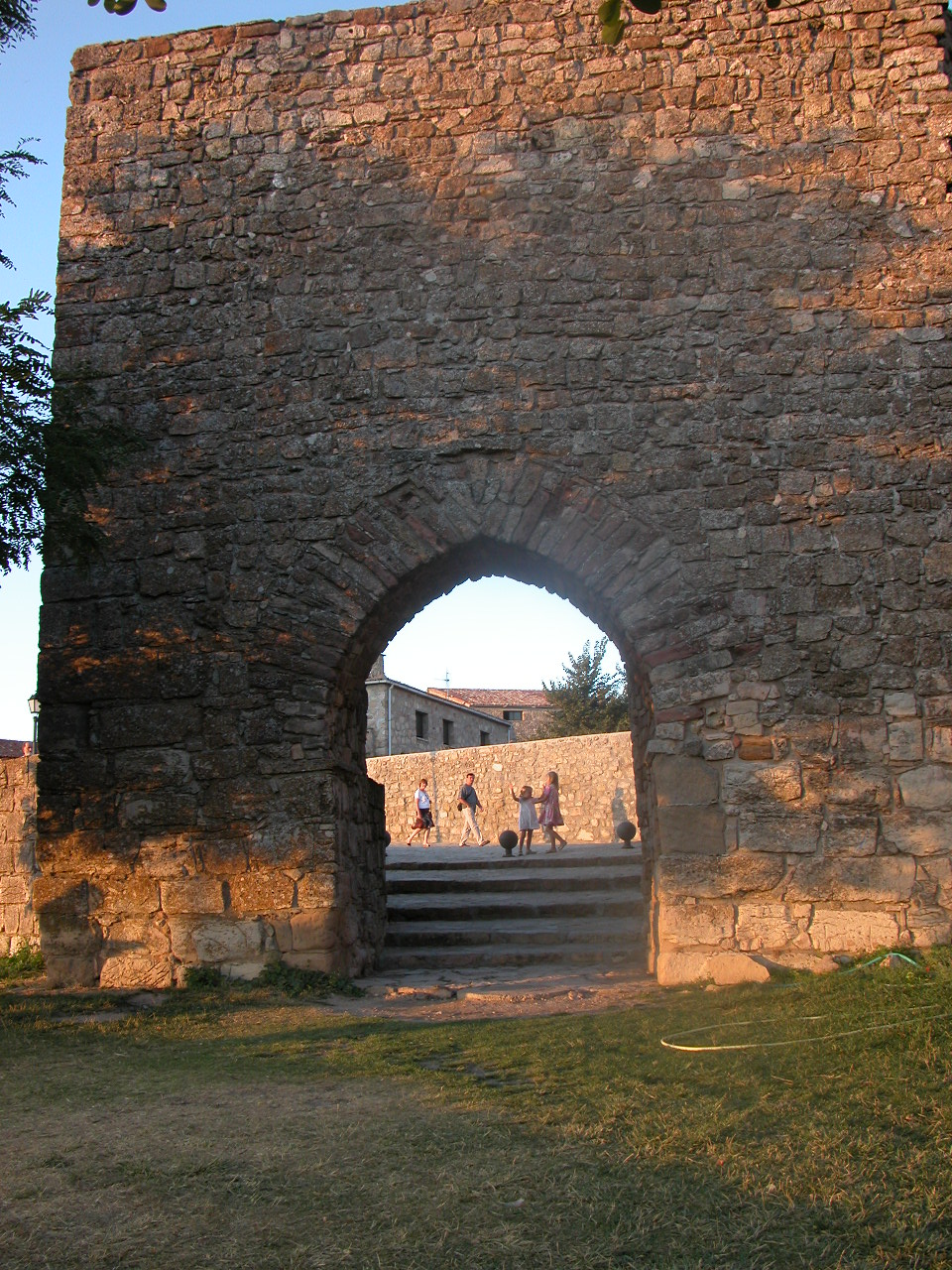
البوابة العربية لمدينة سالم إحدى مدن طائفة طليطلة.

حكم الظافر بن ذي النون طليطلة لثمانية أعوام حتى وفاته عام 435 هـ/1043 م، وخلفه ابنه يحيى المأمون. دخل المأمون منذ بداية عهده في صراعات مع الدويلات المتجاورة، والتي بدأت مباشرة بعد وفاة أبيه حيث أرسل سليمان بن هود صاحب سرقسطة جيشًا بقيادة ابنه أحمد لضم وادي الحجارة عام 436 هـ، لتبدأ بذلك ثلاث سنوات من القتال بين الطائفتين استعانا فيها بالملكين فرناندو الأول ملك ليون وقشتالة وغارسيا سانشيث الثالث ملك نافارا اللذان استنزفا أموال الطائفتين، ولم تنتهي الحرب إلا مع وفاة سليمان بن هود عام 438 هـ.
ووفي عام 457 هـ، انتزع المأمون طائفة بلنسية من يد صهره عبد الملك بن عبد العزيز بن أبي عامر، والتي عهد إلى الوزير أبي بكر محمد بن عبد العزيز تدبير شئونها، وجعله نائباً عنه في حكم المدينة. وفي عام 462 هـ، حاول المأمون غزو قرطبة، فاستغاث عبد الملك بن جهور بالمعتمد بن عباد صاحب إشبيلية، فصدّته قوات المعتمد، لكنها احتلت المدينة وانتزعتها من يد ابن جهور. وفي جمادى الآخرة 467 هـ، نجح المأمون في تدبير مؤامرة داخل قرطبة على يد تابعه ابن عكاشة، قُتل على إثرها سراج الدولة بن عباد حاكم المدينة من قبل المعتمد، وقائده ابن مرتين. فانتقل المأمون للمدينة، وأقام بها حتى وفاته في أواخر ذي القعدة 467 هـ، فنقل جثمانه إلى طليطلة حيث دفن. تعرضت الطائفة في عهد المأمون لغارات من مملكة قشتالة كان أشّدها عام 454 هـ، حين أغار جيش فرناندو الأول ملك ليون وقشتالة على مدينة سالم وأوسيدا وطلمنكة ووادي الحجارة وقلعة النهر، ولم يرجع عنها إلا بعد أن افتداها المأمون بنفسه بالمال، ودخل في طاعة فرناندو. وحين توفي فرناندو الأول عام 1065 م، وتحارب أبنائه فيما بينهم، لجأ ألفونسو السادس إلى بلاط المأمون عام 1071 م، وأقام فيه لأشهر قبل أن يعود لتولي العرش بعد مقتل أخيه سانشو.

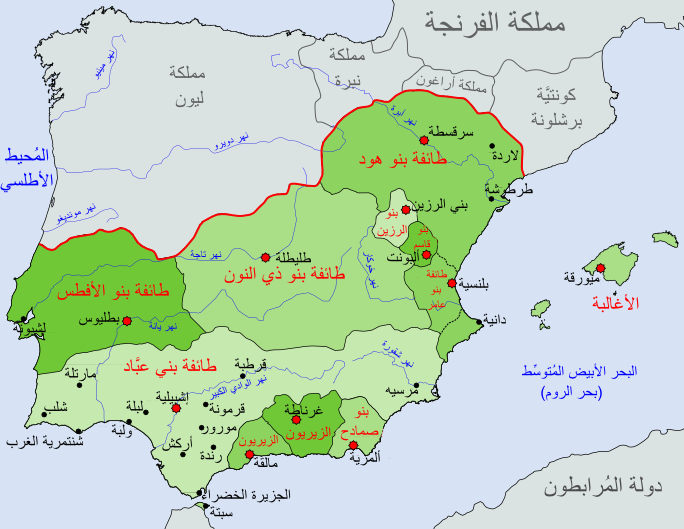
دويلات الطوائف نحو عام 1080 م.

خلف يحيى القادر بالله جده المأمون وهو ما زال حدثًا في حكم طائفة طليطلة في ذي القعدة 467 هـ، وهي في أوج اتساعها بعد أن ضمت طائفتي قرطبة وبلنسية. استغلت الدويلات المجاورة ضعف القادر، فانتزع المقتدر بن هود صاحب سرقسطة مدينة شنت برية، كما استقل أبو بكر بن عبد العزيز نائب القادر على بلنسية بالمدينة. كما حاصر سانشو راميرث ملك أراغون قونقة، وكاد أن ينتزعها لولا افتدائها بالمال من قبل أهلها. اضطر القادر للتنازل عن أموال وقلاع لصالح ألفونسو السادس ملك قشتالة لحمايته. وفي عام 472 هـ، ثار أهل طليطلة على القادر، ففر إلى وبذة، واستدعى أهلها المتوكل بن الأفطس صاحب بطليوس لحكم المدينة، إلى أن أنجده ألفونسو السادس بجنوده ليستعيد المدينة بعد 10 أشهر. رغم ذلك، أغار ألفونسو في الأعوام التالية على أراضي طليطلة، وانتزاع قورية. وفي عام 477 هـ، ضرب ألفونسو حصار حول طليطلة لتسعة أشهر، انتهى باستسلام المدينة في غرة صفر 478 هـ/26 مايو 1085 م.
بدخول القشتاليين إلى طليطلة، انتهي بذلك الوجود الإسلامي في تلك المنطقة. كما كان سقوط الطائفة بمثابة إنذار لأمراء طوائف الأندلس بخطر قوة الممالك المسيحية في الشمال، وإلى الغفلة التي كانوا فيها بتناحرهم فيما بينهم. كان القرار الذي توافقوا عليه هو استدعاء المرابطين من عدوة المغرب لينجدوهم من القوى المسيحية، وهو الذي حدث وعبروا إلى الأندلس. ثم كان الصدام في معركة الزلاقة عام 479 هـ، التي أوقفت المدّ المسيحي نحو الجنوب مؤقتًا، وكانت بداية لتوحّد ما بقي من أراضي المسلمين تحت حكم المرابطين.